# Wiesmann (Automarke)

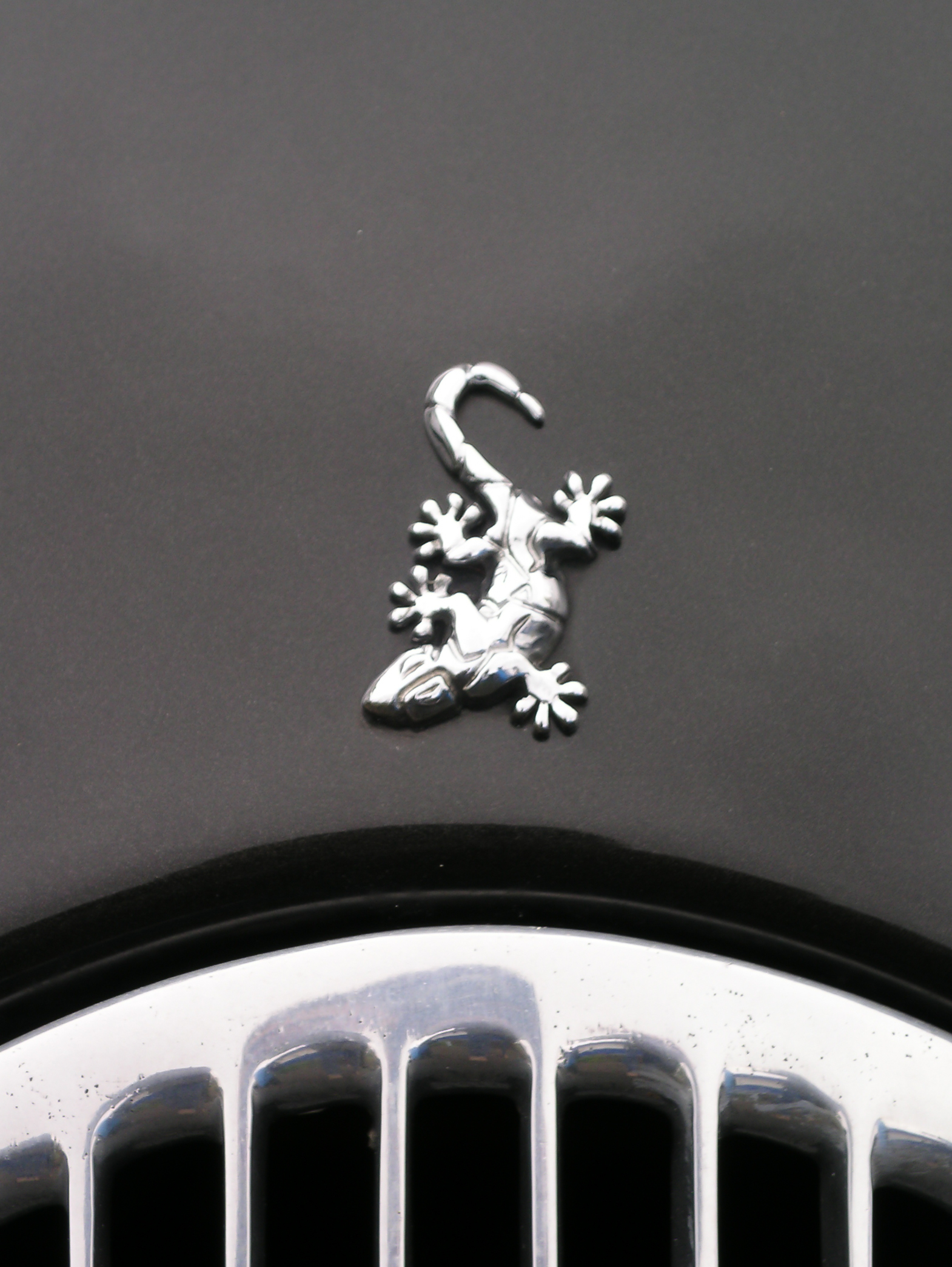
Gecko-Logo auf einer Motorhaube

Wiesmann ist eine deutsche Automobilmarke. Sie wurde 1988 durch die Brüder Friedhelm und Martin Wiesmann in Dülmen in Nordrhein-Westfalen eingeführt.

## Herstellende Unternehmen
Von 1988 bis 2013 produzierte das Gründerunternehmen Wiesmann genau 1600 Fahrzeuge dieser Marke, davon 1599 Serienmodelle sowie die Designstudie Spyder, die man auf Genfer Auto-Salon 2011 vorgestellte, die aber nicht mehr zur Serienproduktion brachte.
Nach der Insolvenz 2014 erwarb das 2015 ebenfalls in Dülmen gegründete Unternehmen Wiesmann Automotive mit den Markenrechten und der Produktionsstätte den Großteil der Insolvenzmasse. Der Produktionsstart des seit 2009 ersten neuen Serienmodells ist für 2024 geplant.

## Produkte
Nach fünf Jahren Entwicklungszeit wurden seit 1993 Sportwagen produziert und verkauft. Die ersten Modellen waren Roadster mit der Modellbezeichnung MF2x/3x nach den Vornamen der Gründer Martin und Friedhelm Wiesmann. Der seit 1995 angebotene Wiesmann Roadster MF3 wurde bis 2011 mehr als 800 Mal verkauft und damit das bisher weitaus meistproduzierte Modell.
Die Coupés GT MF4 und Wiesmann GT MF5 folgten 2005 bzw. 2007. Beide Modelle erhielten 2009 auch offene Versionen mit den Bezeichnungen Roadster MF4 und Roadster MF5.

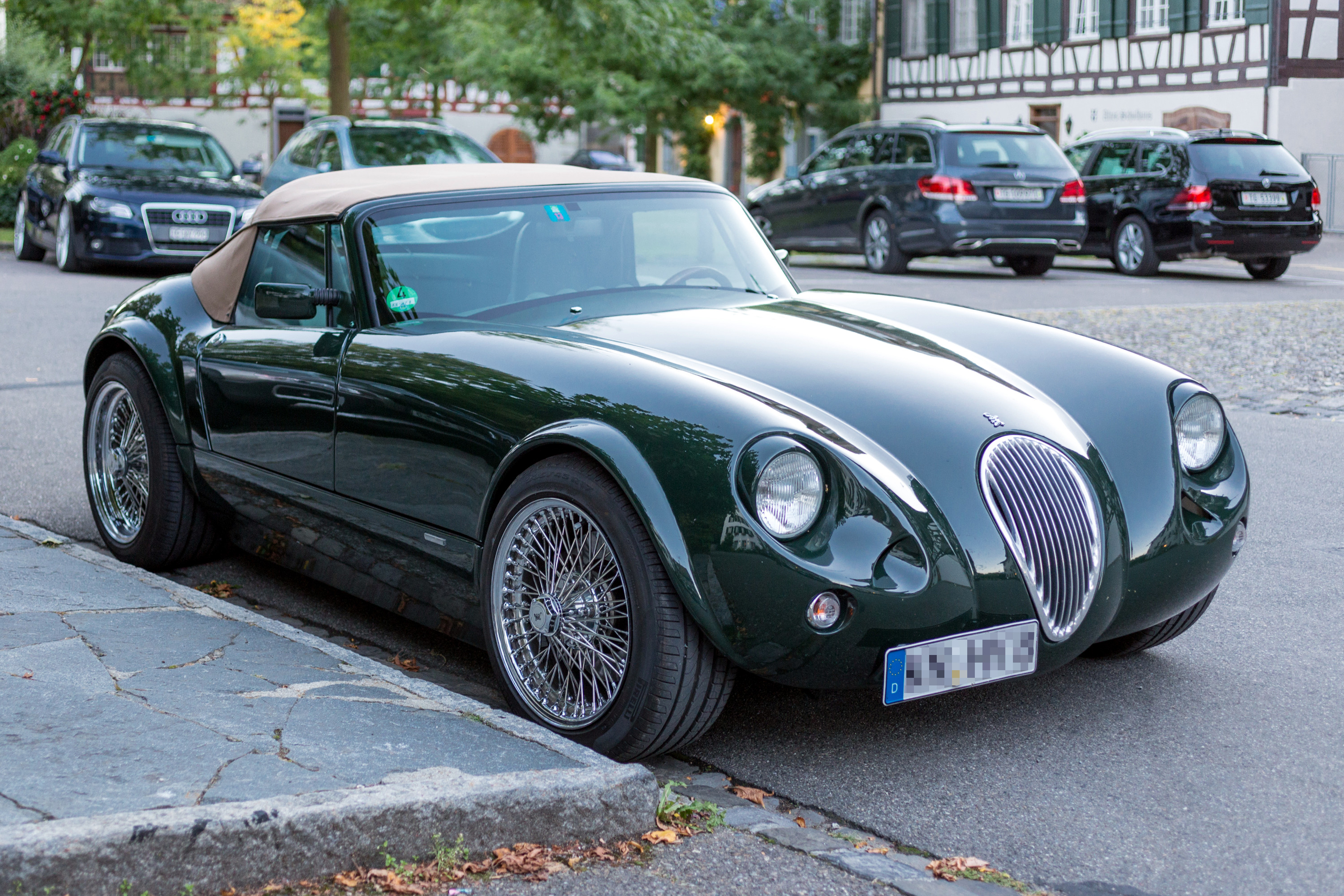
Roadster MF2x/3x
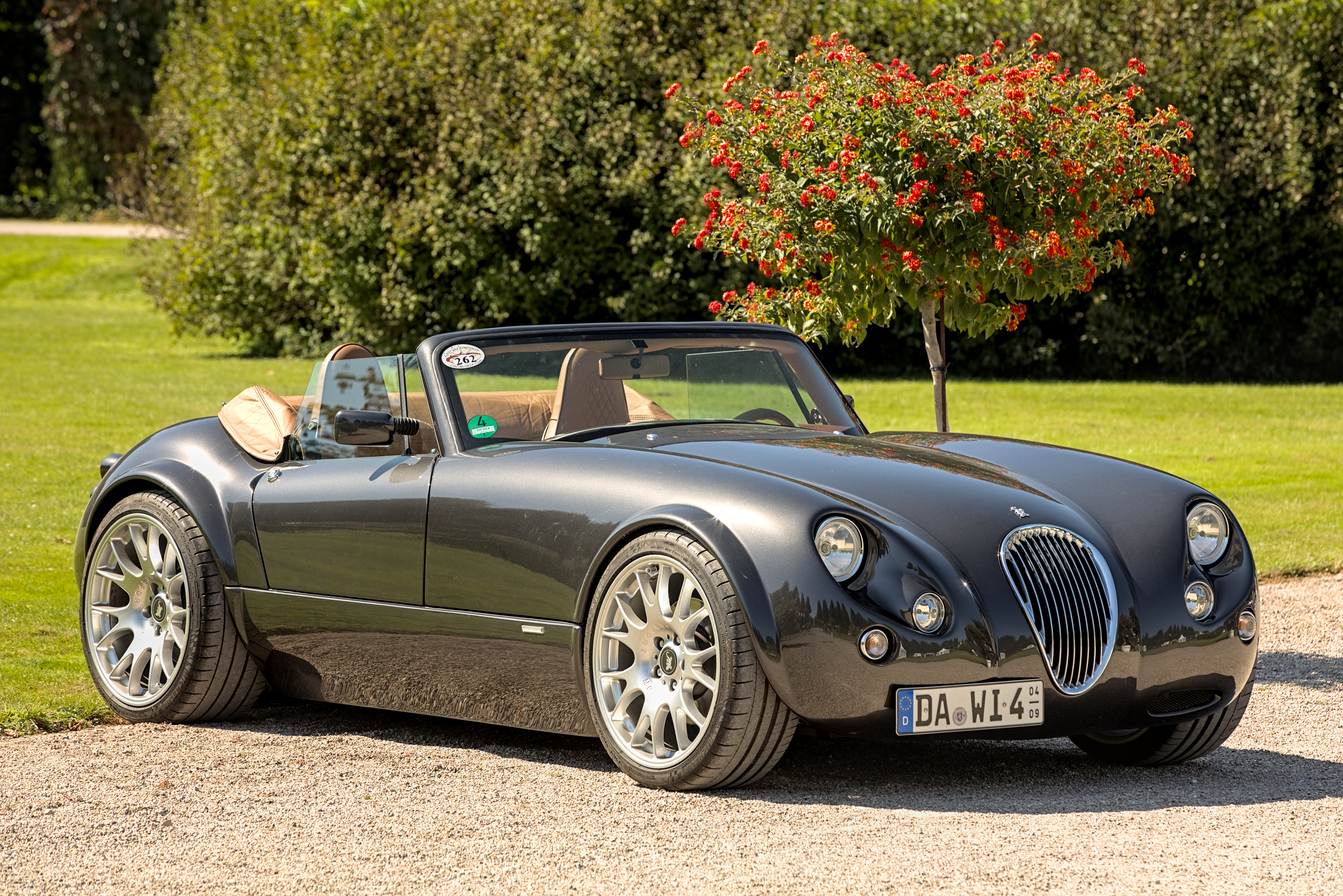
Roadster MF3
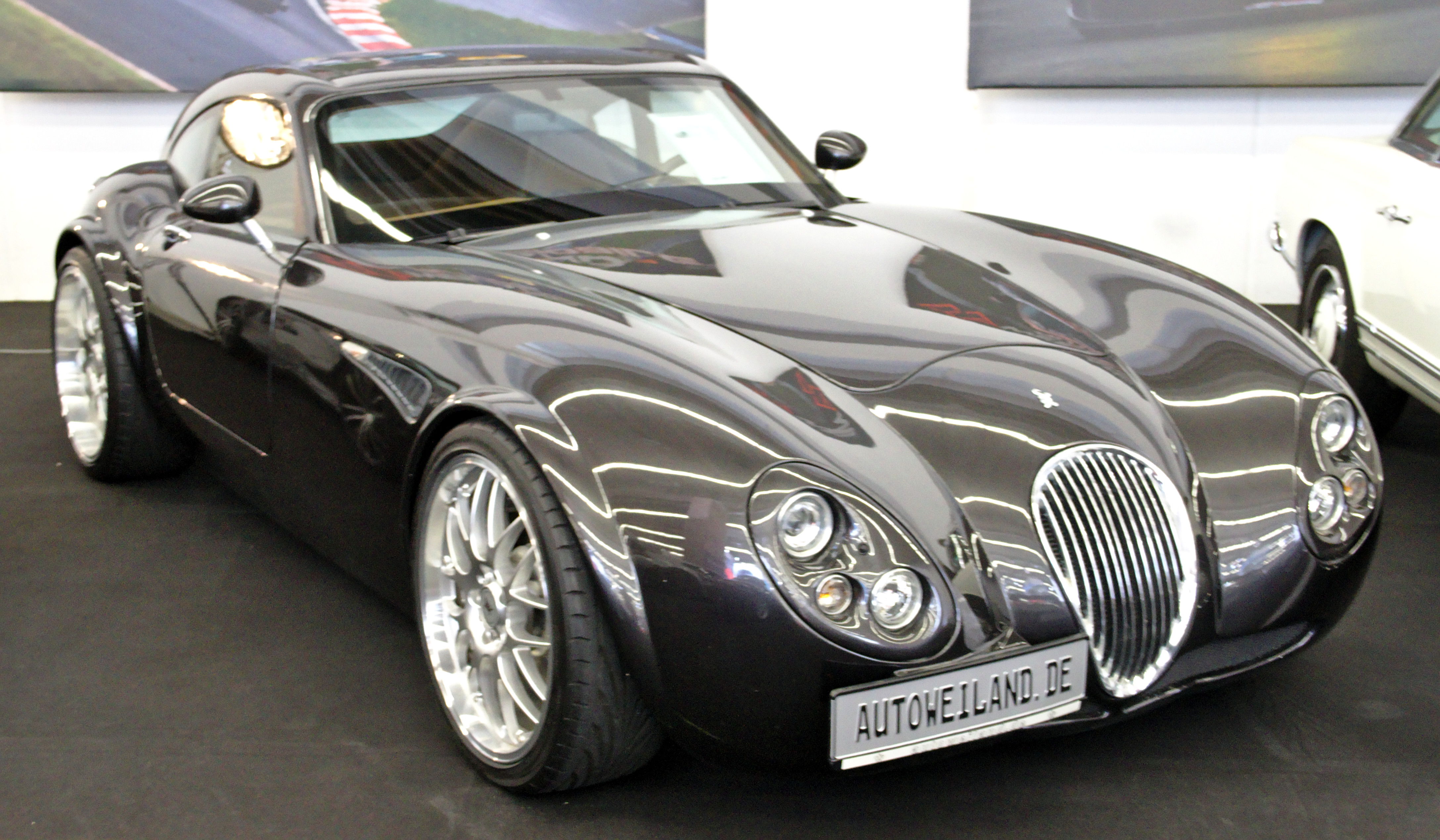
GT MF4
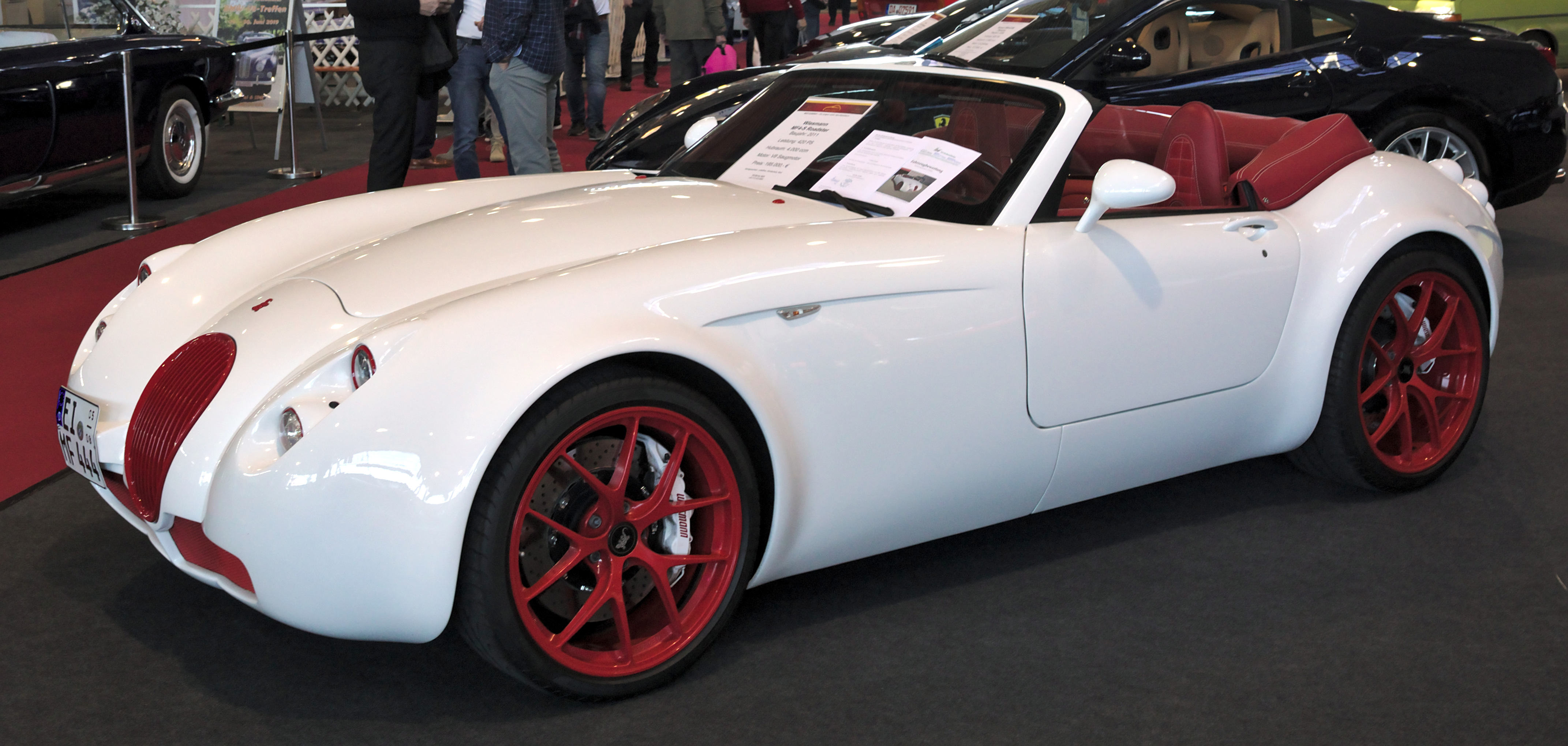
Roadster MF4-S
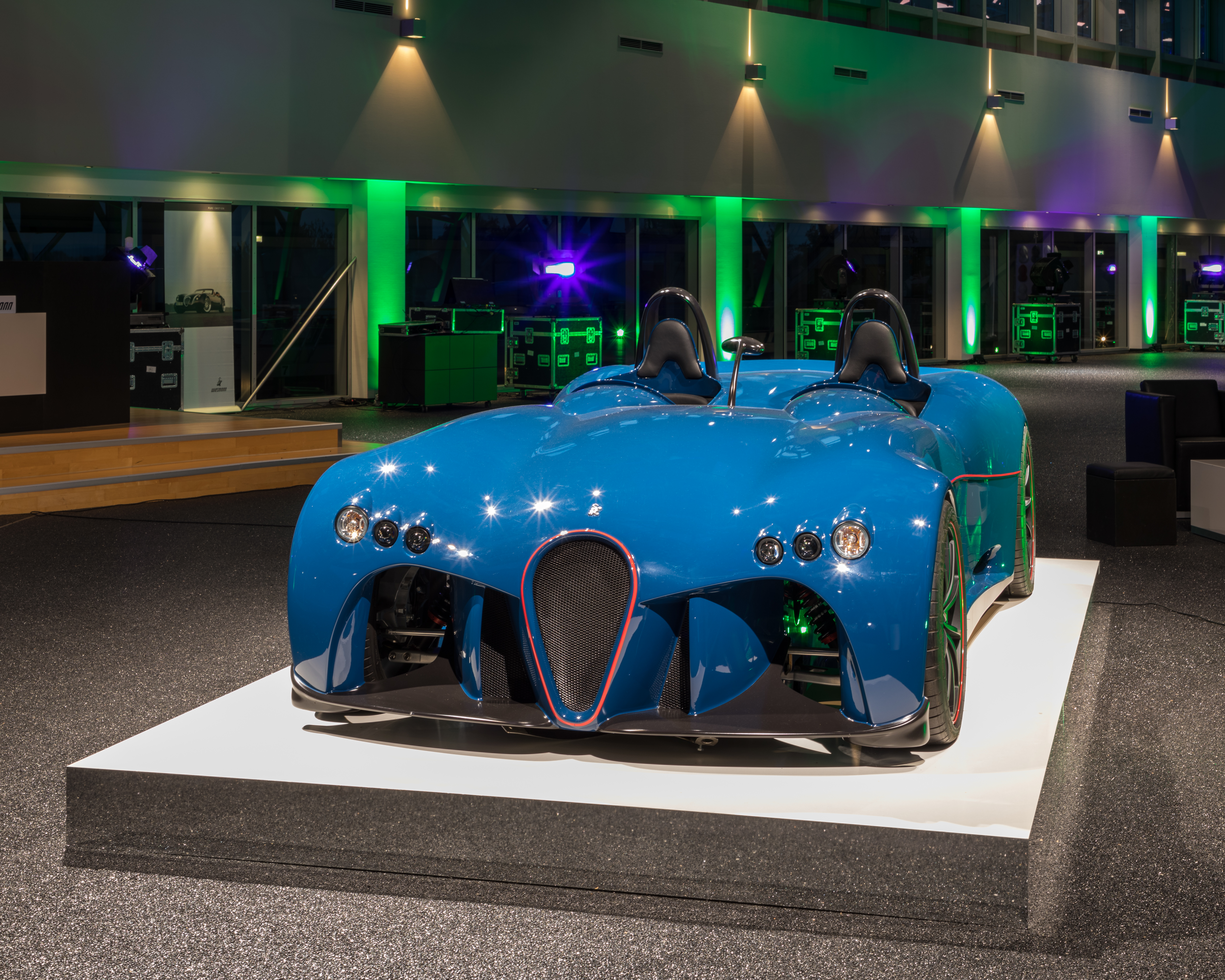
Designstudie Spyder

Das vom Nachfolgeunternehmen zunächst für 2021 avisierte Modell Projekt Gecko mit BMW-M-Benzinmotor wurde zugunsten eines E-Modells fallen gelassen, noch bevor man Details dazu bekannt gab. Der ab 2024 geplante Roadster mit Elektroantrieb (500 kW/680 PS) trägt die Bezeichnung Project Thunderball und wurde im August 2022 als Prototyp öffentlich vorgestellt.